# Татимото, Харука
Харука Татимото (род. 3 августа 1990) — японская дзюдоистка, чемпион летних Олимпийских игр 2016 года в весовой категории до 70 кг.

## Биография
Родилась 3 августа 1990 года. На первых для неё летних Олимпийских играх 2012 года в Лондоне заняла 7-е место, а на Олимпийских играх 2016 года сумела завоевать золото в средней весовой категории.